# Giovanni Testa
Giovanni Testa (* 31. Juli 1903 in Bergün/Bravuogn; † 18. Oktober 1996 in St. Moritz) war ein italienisch-schweizerischer Skilangläufer und Kantonspolitiker.

## Leben
Giovanni war Sohn des Sattlers Giovanni Ezio und dessen Ehefrau Maria geborene Bazzi. Er heiratete Irene Carettoni, deren Eltern um 1900 aus Italien in die Schweiz auswanderten. Bei seiner einzigen Teilnahme an Olympischen Winterspielen im Februar 1928 in St. Moritz errang er für Italien startend den 34. Platz über 18 km. Später betrieb er in St. Moritz ein Tapetengeschäft und baute auch ein kleines Gasthaus für die Skifahrer. Zudem war er als Skilehrer tätig und gründete 1929 eine Skischule in St. Moritz.
Im Jahr 1933 entwickelte er zusammen mit dem Münchner Arzt Eugen Mathias eine Skitechnik, die es ermöglichte, Schwünge zu fahren, die den natürlichen Bewegungen ähnlicher waren, und so die schweren Rotationsbrüche zu reduzieren, die bei dem damals üblichen Stil sehr häufig auftraten. Er war ein konservatives, christlich-soziales Mitglied des Bündner Grossen Rates (1967-69). Im Jahre 1947 erhielt er die Schweizer Staatsbürgerschaft und war von 1967 bis 1969 Mitglied des Grossen Rates in Graubünden der Christlich-Sozialen Partei.

## Schriften
- Natürliches Skilaufen. 1936.
- Das Skibuch. 1967.